# Challenger de Morelos 2023
El torneo Morelos Open 2023, denominado por razones de patrocinio Morelos Open presentado por Metaxchange fue un torneo de tenis perteneció al ATP Challenger Tour 2023 en la categoría Challenger 75. Se trató de la 9ª edición; el torneo tuvo lugar en la ciudad de Morelos (México), desde el 17 hasta el 23 de abril de 2023 sobre pista dura al aire libre.

## Jugadores participantes del cuadro de individuales
| Favorito | País                 | Jugador                | Rank1 | Posición en el torneo |
| -------- | -------------------- | ---------------------- | ----- | --------------------- |
| 1        | Bandera de Australia | James Duckworth        | 115   | FINAL                 |
| 2        | Bandera de Suiza     | Antoine Bellier        | 168   | Primera ronda         |
| 3        | Bandera de Argentina | Thiago Agustín Tirante | 186   | CAMPEÓN               |
| 4        | Bandera de Austria   | Maximilian Neuchrist   | 192   | Segunda ronda         |
| 5        | Bandera de Francia   | Antoine Escoffier      | 193   | Cuartos de final      |
| 6        | Bandera de Argentina | Renzo Olivo            | 203   | Primera ronda         |
| 7        | Bandera de Canadá    | Alexis Galarneau       | 229   | Primera ronda         |
| 8        | Bandera de Argentina | Juan Pablo Ficovich    | 231   | Cuartos de final      |

- 1 Se ha tomado en cuenta el ranking del 10 de abril de 2023.

### Otros participantes
Los siguientes jugadores recibieron una invitación (wild card), por lo tanto ingresan directamente al cuadro principal (WC):
- Rodrigo Pacheco Méndez
- Bernard Tomic
- Daniel Vallejo

Los siguientes jugadores ingresan al cuadro principal tras disputar el cuadro clasificatorio (Q):
- Marius Copil
- Matías Franco Descotte
- Mark Lajal
- Christian Langmo
- Naoki Nakagawa
- Luke Saville

## Campeones

### Individual Masculino
- Thiago Agustín Tirante derrotó en la final a  James Duckworth, 7–5, 6–0

### Dobles Masculino
- Skander Mansouri /  Michail Pervolarakis derrotaron en la final a   Benjamin Lock /  Rubin Statham, 6–4, 6–4